# Фёдоров, Максим Владимирович
Макси́м Влади́мирович Фёдоров (5 мая 1970) — советский российский спортсмен (заочные шашки), гроссмейстер России (2006).
Серебряный призёр Второго Кубка мира по заочной игре в русские шашки (1999—2001 год). На 10 чемпионате мира по заочной игре в русские шашки среди мужчин 2003—2005 гг. занял 3 место, за что 28.02.2006 Приказом 2Г присвоено звание гроссмейстера.
Проживает в городе Нижний Новгород.
Работает в ДЮСШ по шашкам, где с 2014 года занимает должность директора.
6 марта 2012 года на церемонии вручения Всемирного шашечного Оскара в г. Челябинске удостоен высшей общественной награды в шашках «Золотой Гермес» за 2011 год в номинации «За большой вклад в развитие шашечного движения, высокие личные спортивные достижения, пропаганду шашек в России и мире».

## Печатные труды
1. «Дамочный эндшпиль (русские шашки)», Н.Новгород, 1996;
2. «Энциклопедия эндшпиля» (в трёх томах), Н.Новгород, 2010